# Деулина (Каргапольский район)
Деулина — деревня в Каргапольском районе Курганской области. Входит в состав Банниковского сельсовета.

## История
До 1917 года в составе Салтосарайской волости Курганского уезда Тобольской губернии. По данным на 1926 год состояла из 57 хозяйств. В административном отношении входил в состав Банниковского сельсовета Чашинского района Курганского округа Уральской области.

## Население
| 1763 | 1782 | 1989 | 2002 | 2010 |
| ---- | ---- | ---- | ---- | ---- |
| 131  | ↘102 | ↗348 | ↘327 | ↘321 |

По данным переписи 1926 года в деревне проживало 270 человек (127 мужчин и 143 женщины), в том числе: русские составляли 100 % населения.